# Immunkomplexvaskulitis
Die Immunkomplexvaskulitis ist eine nicht-bakterielle Entzündung der Blutgefäße („Vaskulitis“) und gehört neben der Wegener-Granulomatose (granulomatöse Vaskulitis) und der ANCA-assoziierten Vaskulitis zu den Untergruppen der Gefäßentzündungen. Bei der Immunkomplexvaskulitis werden die Gefäßwände durch eine immunologische Reaktion angegriffen.
Sind körpereigene Antikörper, Bakterien oder Medikamentenbestandteile dafür verantwortlich, dass sich Immunkomplexe bilden, die sich in den Gefäßwänden ablagern und diese schädigen, so ist im Blut ein Abfall der Komplementwerte nachweisbar.
Die Histologie einer Immunkomplexvaskulitis ist gekennzeichnet durch: Endothelschwellung, Diapedese von Granulozyten und Lymphozytenanreicherung um die Blutgefäße herum (perivaskulär).

## Kutane Immunkomplexvaskulitis
Die Kutane Immunkomplexvaskulitis, auch Vasculitis allergica, ist eine Vaskulitis der kleinen Gefäße. Oft folgt die episodische Immunkomplexvaskulitis einem Infekt (Streptokokken, gastrointestinale Infekte, Erysipel, Tonsillitis, Virusinfekt, Virushepatitis). Liegt eine chronisch rezidivierende Verlaufsform vor, kommt als Ursache vor allem die Hepatitis C in Betracht, gefolgt von Kollagenosen (besonders mit urtikarieller Symptomatik). Arzneimittel wie  Antibiotika, Fremdeiweiße und Sulfonamide können neben Nahrungsmitteladditiva zu nekrotisierenden Vaskulitiden führen. Das Entstehen der Hautveränderungen wird durch körperliche Anstrengung begünstigt.
Es wird zwischen verschiedenen Typen, Übergangs- und Mischformen unterschieden:
- Hämorrhagischer Typ: klassische Purpura rheumatica, anaphylaktoide Purpura, Purpura Schönlein-Henoch.
- Hämorrhagisch-nekrotischer Typ: flache rötlich-schwärzliche Nekrosen der Haut.
- Papulonekrotischer Typ: Papeln, die zentral nekrotisch werden und später unter Narbenbildung abheilen. Die Streckseiten der Extremitäten sind besonders betroffen, speziell Knie und Ellenbogen.
- Polymorph-nodulärer Typ: Nebeneinander von makulösen, papulösen, urtikariellen und nodösen hämorrhagischen Erscheinungen. Kann an ein Erythema multiforme erinnern.
- Urtikariavaskulitis: Sonderform der Vasculitis allergica, die sich durch längere Persistenz der Quaddeln und eine hämorrhagische Note auszeichnet.

## Systemische Immunkomplexvaskulitis
Zu den systemischen Immunkomplexvaskulitiden zählt die kryoglobulinämische Vaskulitis im Zusammenhang mit einer Hepatitis-C-Virus-Infektion (HCV). Sie betrifft Haut, Nieren und das zentrale Nervensystem.
Die Panarteriitis nodosa ist eine Form der systemischen Immunkomplexvaskulitis, bei der vor allem die kleinen und mittleren Gefäße (Arteriolen) betroffen sind. Es zeigen sich perlschnurartig angeordnete Entzündungsknötchen.

### Krankheitserscheinungen
Hauptsymptome sind die Livedo reticularis (blau-rötliche, netzförmige Hautveränderungen) mit Nierenbeteiligung (vaskuläre Nephropathie) sowie gastrointestinalen und neurologischen Symptomen.
Unspezifische Allgemeinsymptome sind Abgeschlagenheit, Muskelschmerzen, Schwere in den Beinen, Gewichtsabnahme und Nachtschweiß. Neurologische Symptome finden sich bei der klassischen Form: In etwa 75 % der Fälle sieht man mit Lähmungen einhergehende Nervenentzündungen (Mononeuritis simplex); Kopfschmerzen und durchblutungsbedingte allgemeine Gehirnstörungen treten in etwa 20 % der Fälle auf. Selten sind fokale Halbseitenlähmungen, Epilepsien und Hirnnervenausfälle. Vereinzelt findet sich eine Beteiligung des Rückenmarks. Hautveränderungen sind die oben genannte  Livedo reticularis, subkutane Aneurysmen sind als schmerzhafte Knötchen tastbar. Eine Herzbeteiligung kann sich als Angina Pectoris bis hin zum  Herzinfarkt äußern. Seitens des Verdauungstrakts treten kolikartige Bauchschmerzen, Blutungen und  Darminfarkte auf. Die Nierenbeteiligung äußert sich in Mikroaneurysmen der Nierengefäße, eine Glomerulonephritis tritt in der Regel nicht auf. Eine Assoziation mit Hepatitis B oder C ist selten.

### Prognose
Ohne Therapie und bei Beteiligung des Zentralnervensystems ist die Prognose ungünstig.

### Therapie
Zur Therapie werden anfangs Steroide und Cyclophosphamid kombiniert. Die intermittierende intravenöse und die kontinuierliche Cyclophosphamidgabe werden kontrovers beurteilt. Antivirale Substanzen und eine zurückhaltende Immunsuppression werden bei Hepatitis-B-assoziierten Fällen eingesetzt.